# Porto Calvo (kommun)
Porto Calvo är en kommun i Brasilien.   Den ligger i delstaten Alagoas, i den östra delen av landet, 1 600 km nordost om huvudstaden Brasília. Antalet invånare är 25 718.
Följande samhällen finns i Porto Calvo:
- Porto Calvo

Omgivningarna runt Porto Calvo är en mosaik av jordbruksmark och naturlig växtlighet. Runt Porto Calvo är det ganska glesbefolkat, med 40 invånare per kvadratkilometer.